# Norman Island
Norman Island – wyżynna wyspa na Oceanie Atlantyckim, w archipelagu Małych Antyli, na południe od wyspy Tortola. Wyspa wchodzi w skład Brytyjskich Wysp Dziewiczych.
Norman Island jest wyspą wulkaniczną z licznymi jaskiniami. Wyspa ma dobrze rozwiniętą linię brzegową. Na wyspie rozwinęła się turystyka. 